# سن لوران (فیلم)
سن لوران (انگلیسی: Saint Laurent) فیلمی ساخت کشور فرانسه در ژانر درام با کارگردانی برتران بونلو که در سال ۲۰۱۴ منتشر شد. این فیلم به زندگی ایو سن لوران طراح لباس معروف فرانسوی می‌پردازد.

## بازیگران
- گاسپارد اولیل
- هلموت برگر
- یاسمینه ترینکا
- لئا سیدو
- لویی گرل
- اولگا کوریلنکو
- ولری برونی تدسکی
- دومنیک سندا